# Thalictrum honanense
Thalictrum honanense är en ranunkelväxtart som beskrevs av Wen Tsai Wang och S.H. Wang. Thalictrum honanense ingår i släktet rutor, och familjen ranunkelväxter. Inga underarter finns listade i Catalogue of Life.